# Крючки (Брянская область)
Крю́чки — посёлок в Брянском районе Брянской области, в составе Нетьинского сельского поселения. Расположен в 6 км к северу от посёлка Нетьинка. Население — 16 человек (2010).

## История
Возник в конце 1920-х годов. До 1930-х гг. в Соколовском сельсовете, затем до 1959 года — в Глаженском, в 1959—1982 гг. — в Толвинском сельсовете.
| Годы      | 1979 | 1989 | 2002 | 2010 |
| --------- | ---- | ---- | ---- | ---- |
| Население | 80   | 34   | 13   | 16   |